# Albert William Christian Theodore Herre
Pour les articles homonymes, voir Herre.
Albert William Christian Theodore Herre est un ichtyologiste et un botaniste américain, né le 16 septembre 1868 à Toledo (Ohio) et mort le 16 janvier 1962 à Santa Cruz (Californie).

## Biographie
Il obtient ses diplômes à l’université Stanford, à savoir un Bachelor of Sciences en botanique en 1903, un Master of Sciences en ichtyologie en 1905 ainsi qu’un doctorat dans la même discipline en 1908. Il travaille dans le département de biologie de l’université du Nevada de 1909 à 1910, puis à la High School d’Oakland de 1910 à 1912. Il enseigne dans une école de l’État de Washington de 1912 à 1915, Herre dirige le département des sciences d’école normale de Washington de 1915 à 1919.
De 1919 à 1928, il dirige le bureau des pêches à Manille, aux Philippines. De 1928 à 1946, il est conservateur en zoologie au muséum de l’université Stanford. Après son départ à la retraite en 1946, il continue à se consacrer à la recherche et s’intéresse, après 1957 aux lichens.

## Source
- Biographie de la California Academy of Sciences (en anglais)